# Graafschap Foix

Pays de Foix in het Franse koninkrijk (1477)

Het graafschap Foix rond de stad Foix in de Pyreneeën werd rond de 10e eeuw gecreëerd door samenvoeging van het graafschap Carcassonne met de heerlijkheid Foix. Dit werd gerealiseerd door de nakomelingen van graaf Roger I van Carcassonne.
In principe bleven de graven van Foix vazallen van de graven van Toulouse, maar in de volgende eeuwen groeide hun macht en zij werden voorname heersers in het Franse koninkrijk. 

Wapenschild van Foix (drie palen van keel, op een gouden veld) en Béarn (twee koeien)

Vanaf de 13e eeuw heersten de heren van Foix ook over Béarn en vestigden zich daar. In 1458 werden zij verheven tot pair van Frankrijk, te beginnen met graaf Gaston IV van Foix.
De zelfstandige Franse provincie van het Pays de Foix kwam ongeveer overeen met het huidige Ariègedepartement.
Pays de Foix grensde aan provinciën Guyenne-et-Gascogne in het westen, Languedoc in het noorden, Roussillon in het oosten en Koninkrijk Aragon in het zuiden.